# Mojca Senegačnik
Mojca Senegačnik (umetniško ime: MamaF), slovenska akademska slikarka, * 21. april 1971, Celje. 

## Življenjepis
Obiskovala je Srednjo šolo za oblikovanje in fotografijo v Ljubljani, leta 1995 pa je zaključila študij  slikarstvo na ljubljanski Akademiji za likovno umetnost. Študij je zaključila pod mentorstvom Emerika Bernarda in dr. Tomaža Brejca. Za diplomsko nalogo je prejela študentsko Prešernovo nagrado. Od leta 1996 ima status samostojne ustvarjalke na področju kulture. Njeno okolje ustvarjanja in delovanja sta predvsem Komen, kjer je živela več kot 20 let in Celje, kjer živi in dela danes.
Vodi različne likovne delavnice tako za otroke kot za odrasle. Med leti 2014 in 2019 je občasna delovala tudi kot koordinatorka in organizatorka različnih kulturnih dogodkov v Štanjelu in Komnu. V Centru sodobnih umetnosti Celje je mentorica izobraževalnih delavnic za mlade. Je članica Društva likovnih umetnikov Celje in ZDSLU in pridružena članica kolektiva KunstHaus in KonstruktK3. Je soorganizatorica in soavtorica projekta Hiša na hribu. Predstavlja se na samostojnih in skupinskih razstavah pretežno v slovenskem prostoru.
V svojem delu naslavlja različne teme družbene neenakosti, med drugim problematiko neplačanega umetniškega dela, neenakopravnega položaja žensk v sferi umetnosti in vprašanja prezrtih in tabuiziranih spolnih želja in užitkov.